# Samsung Omnia M
De Samsung Omnia M is een smartphone van het Zuid-Koreaans bedrijf Samsung. De telefoon draait op het besturingssysteem Windows Phone 7 (WP7) van Microsoft.

## Fysieke kenmerken
De smartphone is qua uiterlijk bijna identiek aan de Samsung Omnia W, alleen het scherm van de Omnia W is 0,3 inch kleiner. De voorkant van het toestel bestaat uit het scherm en de drie bekende WP7-knoppen, van links naar rechts: de terugknop, de home-knop en de zoekknop. De Omnia M heeft een super-amoledtouchscreen van 4 inch en een resolutie van 480 bij 800 pixels. Op de achterkant is er een 5 megapixel-cameralens en een flitser te vinden.